# Alfredo Floristán Samanes
Alfredo Floristán Samanes (Arguedas, 26 de octubre de 1921-Torrelodones, 8 de octubre de 2009) fue un geógrafo, catedrático y escritor español. Fue crucial en la implantación de la geografía regional de tipo francés en España, así como en la investigación de la geografía de Navarra (véase las comarcas de Navarra), reflejando los contrastes de paisaje, de organización social y de modos de aprovechamiento del territorio, de la proximidad tan brutal entre los paisajes mediterráneos, a veces llevados al extremo de las Bardenas, y los atlánticos, en tan sólo unas decenas de kilómetros. Su conocimiento de las Bardenas Reales fue una constante en su producción investigadora desde el inicio hasta el final de su carrera. Es hermano del téologo navarro Casiano Floristán y padre del historiador Alfredo Floristán Imízcoz, del helenista José Manuel Floristán Imízcoz y de la pianista María Floristán Imízcoz. Hijo de esta última y, por tanto nieto, es el pianista Juan Luis Pérez Floristán.

## Actividad docente
Acabó sus estudios de Filosofía y Letras en la Universidad de Zaragoza en 1945 y cuatro años se doctoró en Historia con la tesis (La Ribera Tudelana de Navarra) en la Universidad de Madrid. La tesis recibió el premio Menéndez Pelayo de 1950 concedido por el Consejo Superior de Investigaciones Científicas (CSIC). Este trabajo sería publicado al año siguiente por la Institución Príncipe de Viana, en Pamplona, y la Instituto Elcano, en Zaragoza, con un prólogo de José Manuel Casas Torres.
Ejerció la docencia como profesor adjunto de Geografía en la Universidad de Zaragoza, y en 1949 durante su estancia investigadora en la Universidad de Burdeos con una beca de la Fundación Rockefeller, fue profesor asistente en su Instituto de Geografía durante el curso 1949-1950. Ahí tuvo ocasión de conocer y colaborar con una amplia generación de geógrafos franceses de vanguardia como Louis Papy, Barrére, Enjalbert y Laserre, así como las escuelas fundadas por Paul Vidal de la Blache, Enmanuel de Martonne y Albert Demangeon. El estudio de la vida rural en las Landas anticipa las que serán dos de sus grandes preocupaciones científicas: la Geografía agraria y los análisis locales y municipales.
En 1950 su trabajo La Ribera Tudelana le hace acreedor del Premio Nacional «Menéndez Pelayo» otorgado por el Consejo Superior de Investigaciones Científicas que sería publicado en Zaragoza al año siguiente por esta institución junto con la Institución Príncipe de Viana.
En 1955 obtuvo la Cátedra de Geografía de la Universidad de Granada, donde ejerció durante unos tres años, para regresar, en cuanto tuvo ocasión, mediante traslado, a la Universidad de Zaragoza. En esta colaborará, de nuevo, con José Manuel Casas Torres con quien ya colaboró en la «Bibliografía geográfica de Aragón» (1946).
Desde 1961 fue catedrático en la Universidad de Navarra hasta su jubilación, es decir, durante casi cuarenta años. Será en esta época donde sentará las bases del departamento recién creado. Ello también le convierte en el gran investigador, conocedor y divulgador de la Geografía de Navarra.
En 1989 recibió la Medalla de Oro de Navarra y en 1992 fue nombrado Hijo Predilecto de su localidad natal, Arguedas.

## Actividad como geográfo
A mediados de los cuarenta, junto con Salvador Mensua Fernández, realizaron una división geográfica del territorio navarro en comarcas con gran aceptación y continuidad, así como transcendencia, en la organización y administración del espacio abarcado. Los criterios geográficos utilizados, principalmente, fueron el relieve, el clima, la vegetación y la historia.
Estaba casado con Carmen Imízcoz con quien tuvo seis hijos (Alfredo, Carmenchu, José Manuel, Elena, María y Jesús).

## Obras y publicaciones

### Libros de Floristán Samanes
- La Ribera Tudelana de Navarra. Institución Príncipe de Viana,  Instituto Elcano. 1951.
- Biganos y Marcheprime. Contribución al estudio de la vida rural en las Landas de Gascuña (Francia). CSIC. 1951.
- Gran Atlas de Navarra. Tomo I. Geografía[11]. Caja de Ahorros de Navarra. 1993.
- Geografía de Navarra. 3 tomos en 6 volúmenes (1 El solar; 2 Los hombres; 3 Las Comarcas). Pamplona: Diario de Navarra. 1995. ISBN 978-84-8910-305-4.

## Homenajes y reconocimientos
- 1950 recibió el Premio Nacional «Menéndez Pelayo» otorgado por el CSIC por su trabajo La Ribera Tudelana.
- AA.VV., "Estudios de geografía : homenaje a Alfredo Floristán", Pamplona, 1981, 495 pp., ISBN 84-235-0531-6
- 1989. Medalla de Oro de Navarra.
- 1992. Nombrado Hijo Predilecto de su villa natal, Arguedas.
- 1997. Zahorí de Plata de la Sociedad El Pocico.
- 2010. El Ayuntamiento de Pamplona le dedicó una plaza al sur del barrio de la Milagrosa.[10]